# Kalwa (województwo warmińsko-mazurskie)
Kalwa (1938-1945 Kleintal) – kolonia w Polsce położona w województwie warmińsko-mazurskim, w powiecie ostródzkim, w gminie Grunwald.
W latach 1975–1998 miejscowość należała administracyjnie do województwa olsztyńskiego.